# Eufránor

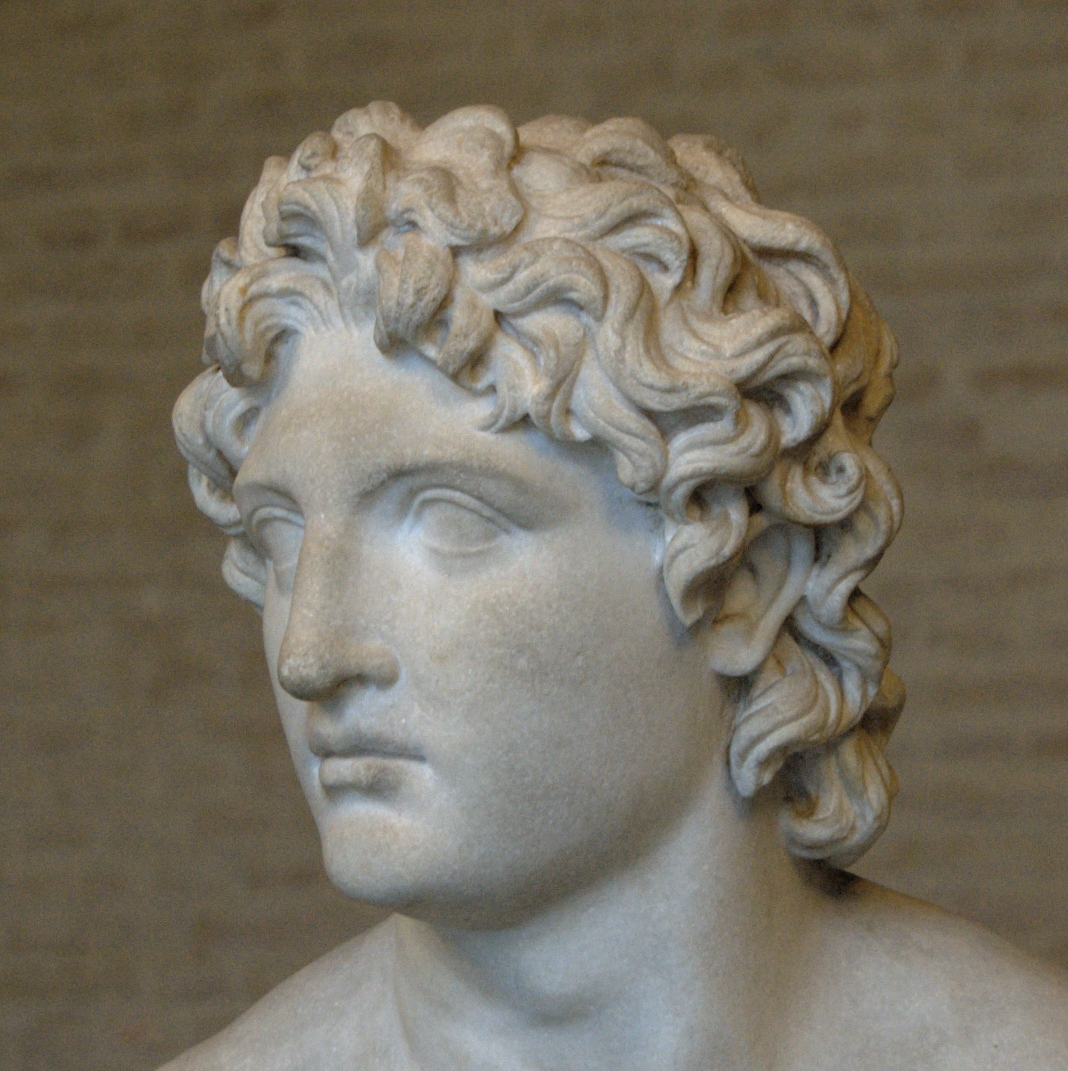
Detalle del Alejandro Rondanini, que representa a un joven Alejandro Magno junto a su padre. Copia romana posiblemente de un original de Eufránor, Gliptoteca de Múnich.

Eufránor de Corinto (en griego antiguo: Εὐφράνωρ) vivió a mediados del siglo IV a. C. Fue tal vez el único artista griego de la Antigüedad que destacó tanto en la pintura como en la escultura, así como en la teoría del arte, habiendo escrito un tratado sobre las proporciones.
Nació en el istmo de Corinto pero ejerció en Atenas. Plutarco lo menciona como ateniense. 

## Biografía
Su vida es mal conocida. Plinio el Viejo le llama «Eufránor del Istmo» (Isthmius), expresión que quizá signifique que era de una pequeña ciudad cercana al templo de Poseidón en Istmia; pero Pausanias no lo describe en ninguno de sus escritos en dicha región. Tal vez se trate de una perífrasis para Corinto. Un escolio a Juvenal lo menciona como ateniense, pero junto a Policleto, originario de Argos, lo que desacredita este testimonio. Sin embargo, Eufránor casi trabajó únicamente en el Ática. Es citado por Plutarco como uno de los maestros de la escuela ática de pintura. Las firmas de su hijo Sóstrato no mencionan ningún gentilicio, lo que implicaría que era ateniense.
Plinio el Viejo sitúa su apogeo en la Olimpiada 104 (364-361 a. C.), a la vez que el de Praxíteles. La fecha  corresponde a su trabajo en la Estoa de Zeus de Atenas, es decir, al comienzo de su carrera artística; la cual se estima que empezó en los años 360 a. C. y prosiguió hasta la carrera de Licurgo.
Quintiliano escribe sobre él lo siguiente: «lo admirable de Eufránor es que siendo que todo para él era objeto de interés, fue uno de los artistas más grandes, tanto en pintura como en escultura». Los antiguos lo citaban como pintor a la par que Apeles, Polignoto, Zeuxis y Parrasio, y como escultor a la altura de Alcámenes, Fidias, Mirón y Policleto. Plinio dice que «aprendía fácilmente, trabajaba más que nadie, sobresalía en todos los géneros, siempre fiel a sí mismo».

## Obras
De Plinio el Viejo tenemos una lista de sus obras; entre las pinturas:
- una mostrando a los doce dioses y en el lado opuesto Teseo y Demos;
- la locura fingida de Odiseo;
- Una batalla de caballería entre los atenienses y beocios (batalla de Mantinea (362 a. C.)), y por eso Plinio el Viejo lo sitúa hacia el año 362 a. C., pero seguramente vivió en la parte final del siglo IV a. C.

Como escultor, trabajó el bronce y el mármol, haciendo figuras de todas las medidas, desde las colosales hasta pequeñas copas. Las obras más famosas son un Paris el amante de Helena; una Atenea que está en Roma; un Agatodemo; Leto con sus hijos Apolo y Artemisa, Filipo y Alejandro en carros.
Desafortunadamente no es posible identificar, entre las estatuas que han llegado a nuestros días, cuáles son copias de obras de Eufránor, aunque se le han atribuido varias. Parece que hizo obras parecidas a las de su contemporáneo Lisipo, principalmente por la atención que prestó a la simetría, en su preferencia para las formas corporales más delgadas que las del arte precedente, y a su amor por los temas heroicos. 
Escribió un importante tratado sobre proporciones y colores (de Symmetria et Coloribus), al que hace varias referencias Plutarco en su Sobre la gloria de los atenienses.